# Bene
Bene (ukránul: Бене, korábban Беня [Benya], oroszul: Добросиля [Dobroszilja]) falu Ukrajnában, Kárpátalján, a Beregszászi járásban.

## Fekvése
A Borzsa-folyó jobb partján fekszik, Beregszásztól 13 km-re délkeletre.

## Nevének eredete
Neve valószínűleg a Benedek név rövidített változata.

## Története
Bene nevét 1269-ben Bhene néven említette először oklevél. IV. Béla király ekkor adományozta a falut János fiainak, Péternek és Mártonnak.
1333-ban szerepelt a pápai tizedjegyzékben is, ez évben papja 3 garas pápai tizedet fizetett.
Egy ideig a Jakcsi család birtokolta, aztán 1524-ben Dobó Ferencet iktatták be itteni birtokaiba.
1530-ban a kovászói Mathuznai család szereztek itt telket. 1634-ben Perényi Gábornak és nejének, Salgai Katának voltak birtokai. 1541-ben Büdy Mihály jutott birtokhoz a faluban. 1651-ben Lónyay Zsigmond jutott itteni telkekhez.
Régi temploma a 14. század második felében épült.
A falut 1567-ben a tatárok, 1657-ben a lengyelek pusztították el.
1593-ban a község teljes egészében áttért a református hitre.
A 17. századtól földbirtokosai a Ráthonyiak és a gróf Károlyi család tagjai voltak.
A település egykori nagyobb birtokosai voltak a Kusalyi Jakcs család, Szilágyi Erzsébet, a Ruszkai, Dobó, Székely, Perényi, Matucsinai, Bélaváry, Rátonyi, Makkay, Vásárhelyi és Pogány családok.
A falu határában van a hagyomány szerint a zászlóbontás helye, ahol Rákóczi kurucai gyülekeztek.
1910-ben 689, túlnyomórészt magyar lakosa volt, ma 1409 lakosából 1270 (90%) a magyar.
A trianoni békeszerződésig Bereg vármegye Tiszaháti járásához tartozott.
Bene határában, a Borzsa folyó medréből került a benei bronzhydria. Az antik görög darab elkészítése az i. e. V. század közepére datálható.

## Népessége
A 2001-es népszámlálás során a lakosok száma elérte az 1409 főt, 1277 fő (90,6%) magyarnak, 119 fő (8,5%) ukránnak, 11 fő (0,8%) orosznak (0,1% nem nyilatkozott).

## Gazdasága
A falu lakói elsősorban mezőgazdaságból élnek, melyre a zöldség- és a gyümölcstermesztés (őszibarack és szőlő) jellemző. Emellett elterjedtek a faluban a falusi turizmushoz kapcsolódó szolgáltatások, több mint egy tucatnyi család foglalkozik turisták elszállásolásával.

## Közlekedés
A települést érinti a Bátyú–Királyháza–Taracköz–Aknaszlatina-vasútvonal.

## Nevezetességek

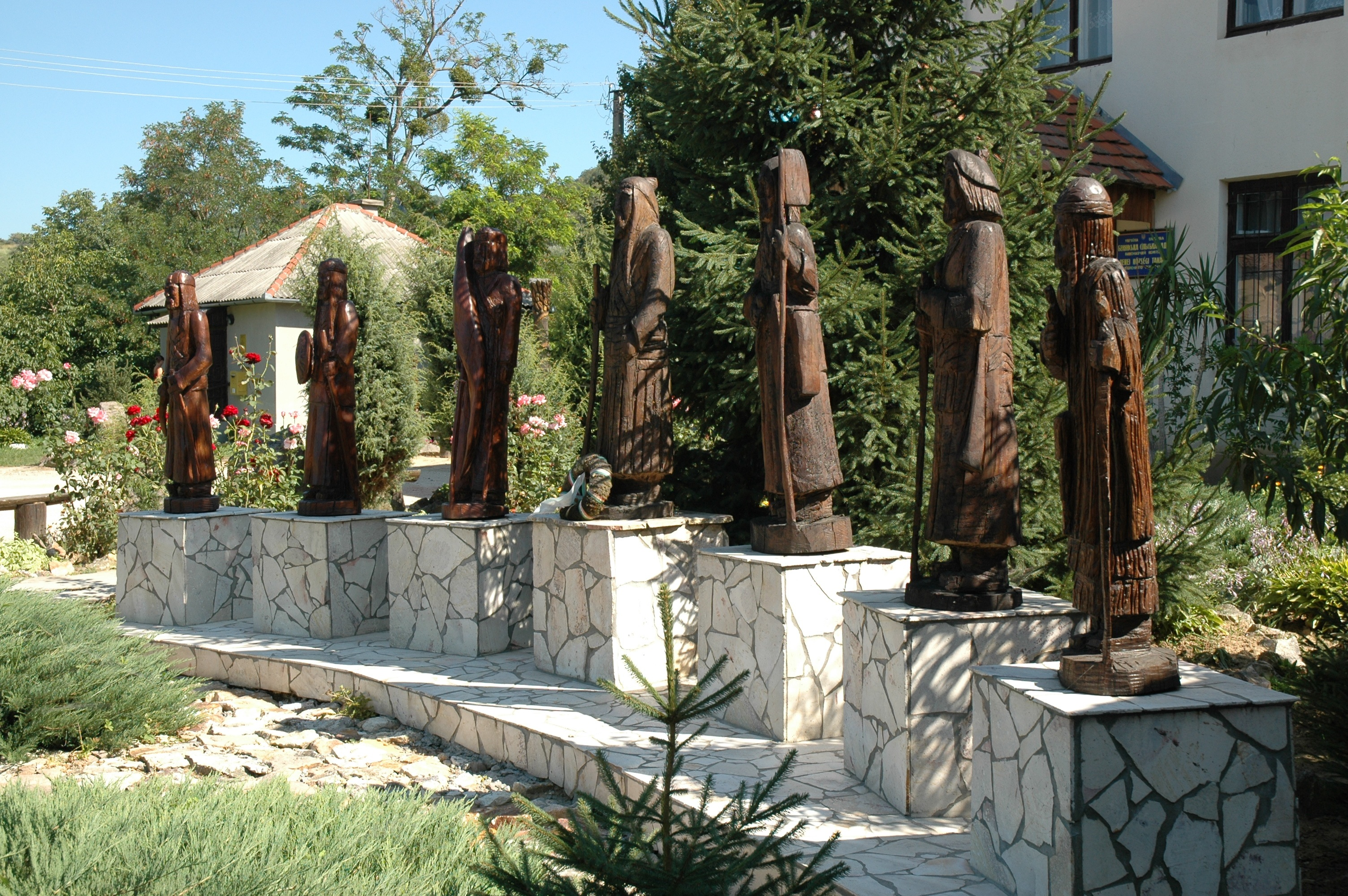
A hét vezér szobra a faluház előtt

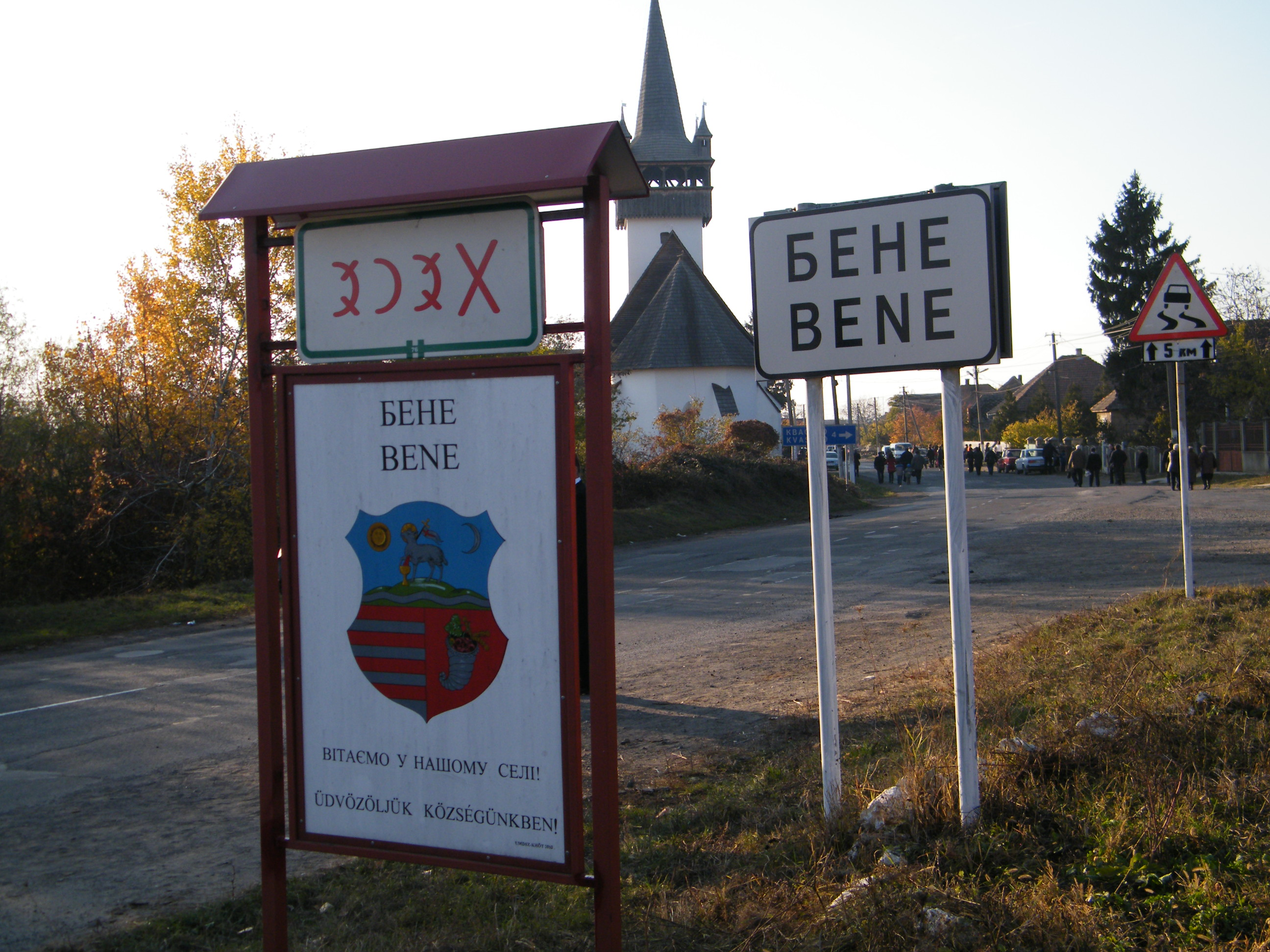
Bene üdvözlő- és helynévtáblái a református templom közelében.

- Református temploma 14. századi, a tatár és a lengyel is elpusztította, ezért 1670-ben beomlott tetejét kicserélték. 1782-ben egy tűzvész ismét megrongálta, famennyezete is elpusztult, a 19. században újították fel. Belsejét egykor freskók díszítették, melyeket még nem tártak fel.
- Római katolikus temploma 1940-ben épült, a templomot a római katolikusok  és a görögkatolikusok közösen használják.
- Szoborpart a faluház előtt a hét vezért ábrázoló szoborcsoporttal. A fából készült szobrokat Pintér László sárvári fafaragó faragta.
- A második világháború és sztálinizmus áldozatainak emlékműve a helyi iskola udvarán, a falu központjában. Az emlékműre a faluból a málenykij robotra elhurcolt áldozatok és a háborúban elesettek neveit vésték fel.
- Magyar hadifoglyok síremléke a zsidó temető szélén.

## Testvértelepülései
Bene testvértelepülései a következők:
- Inárcs, Magyarország
- Sárbogárd, Magyarország
- Váchartyán, Magyarország
- Maglód, Magyarország
- Nagyrábé, Magyarország